# IUnknown
在程序设计中，IUnknown介面是组件对象模型（COM）中的基礎介面。COM規格書中規定COM物件至少要實現此一介面，而且其他所有的COM介面都需要衍生自IUnknown介面。IUnknown提供所有COM物件都支援的兩種基本特性：利用引用计数來進行物件生命周期管理，以及存取許多事先定義的介面。
IUnknown介面會包括一個指向虛擬方法表的指標，虛擬方法表是一個有許多函数指针的列表，函数指针會指向許多實現IUnknown介面所宣告的函數，以和介面中宣告順序相同的方式排列。而進程內呼叫產生的開銷大致和C++中呼叫虛擬方法的開銷相近。

## 方法
IUnknown介面中有三個方法：QueryInterface, AddRef, and Release：
- QueryInterface可以讓呼叫此物件的程式可以確認此物件是否支援特定的介面，若是支援，則參考到此物件在特定介面下的實現。這個方法類似C++的dynamic_cast<>或是Java或是C#的casts。此方法在給定一個對應特定介面的全局唯一标识符（一般也稱為介面标识符或是IID）時，可以提供一個指定特定介面的指標。若COM物件不支援此介面，會回覆E_NOINTERFACE錯誤。
- AddRef是在新的客戶端程式要存取此物件時，讓計數值加一，會回傳更新後的計數值。
- Release是在客戶端程式已結束存取此物件，讓計數值減一，會回傳更新後的計數值，若計數值已變為零，會自動刪除此一COM物件。

```
interface
 
IUnknown
 
{

  
virtual
 
HRESULT
 
QueryInterface
 
(
REFIID
 
riid
,
 
void
 
**
ppvObject
)
 
=
 
0
;

  
virtual
 
ULONG
   
AddRef
 
()
 
=
 
0
;

  
virtual
 
ULONG
   
Release
 
()
 
=
 
0
;

};

```

IUnknown本身的介面标识符為{00000000-0000-0000-C000-000000000046}，IUnknown的三個方法都是純虛擬方法（宣告時都有加上= 0），因此無法定義IUnknown類別的物件，需要由其他類別繼承IUnknown，才能定義對應類別的物件。

## 其他
- 以ActiveX標準設計的元件至少需要實現IUnknown介面[3]。
- IUnknown也是MacOS X中Core Foundation（英语：Core Foundation） CFPlugIn框架的基礎[4]
- 在Mozilla應用程式的開發中，IUnknown介面也稱為nsISupports。

## 外部連結
- COM in plain C（页面存档备份，存于）